# Maison Sewell (Québec)
Pour les articles homonymes, voir Maison Sewell.
La maison Sewell est une maison située au 87, rue Saint-Louis à Québec. Construite à l'origine pour le juge en chef du Bas-Canada Jonathan Sewell, elle a servi ensuite de résidence pour les officiers de la garnison de Québec. Elle a été désignée comme lieu historique national du Canada en 1969. Elle est située dans le site patrimonial du Vieux-Québec.

## Histoire
La maison Sewell a été construite en 1803 et 1804 pour le compte de Jonathan Sewell, alors solliciteur général et procureur général du Bas-Canada et député de William-Henry à la chambre d'assemblée du Bas-Canada. Ce dernier a possiblement participé à la conception de l'édifice. Il devint juge en chef en 1808, poste qu'il a occupé jusqu'en 1838. En 1854, la succession de Sewell vend la maison à la Couronne britannique. Elle sert ensuite, selon les époques de résidences pour les officiers de la garnison de Québec, de bureaux pour les lieutenants-gouverneurs et le ministère des Postes et même d'école.
Le 8 mai 1969, elle est désignée comme lieu historique national du Canada par la commission des lieux et monuments historiques du Canada. Le 21 juillet 1988, elle a été reconnue comme édifice fédéral du patrimoine par le Bureau d'examen des édifices fédéraux du patrimoine. La maison est située dans le site patrimonial du Vieux-Québec.